# Scaphiophryne obscura
Scaphiophryne obscura es una especie  de anfibios de la familia Microhylidae.

## Distribución geográfica
Se encuentra en Madagascar.